# Rene Denfeld

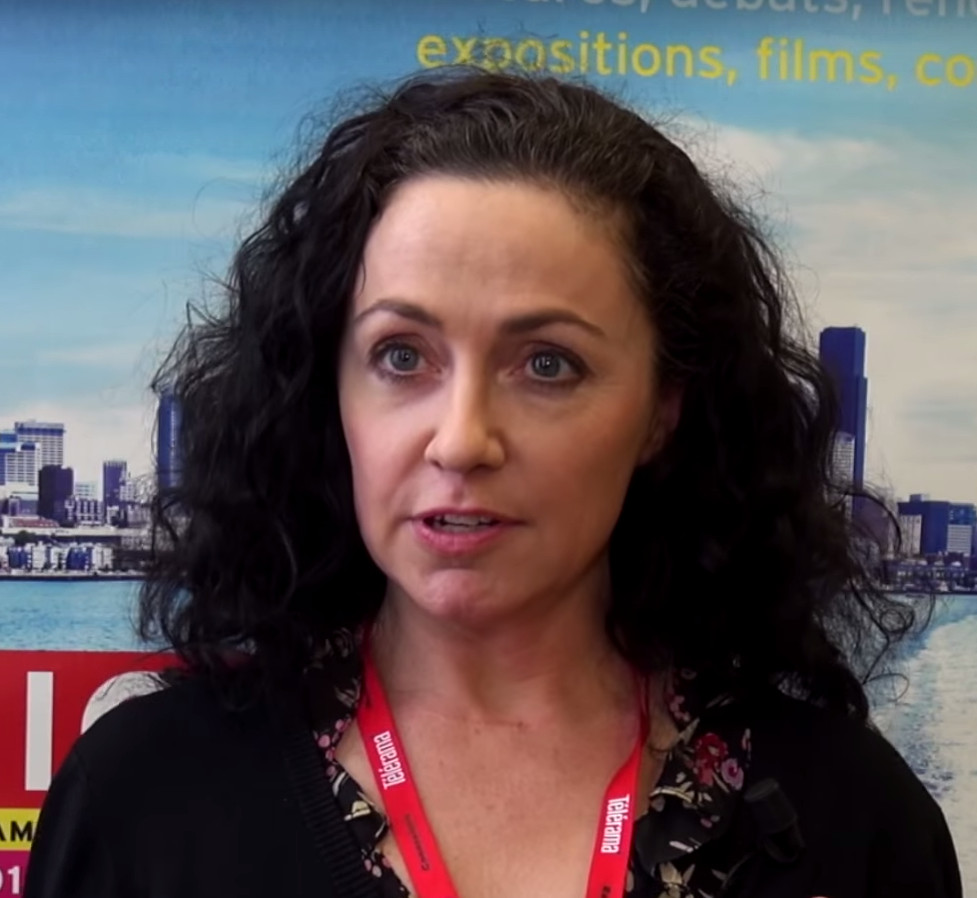

Rene Denfeld is een Amerikaans schrijfster en onderzoeksjournalist. 
Denfeld werkte voor The New York Times Magazine, The Oregonian en de Philadelphia Inquirer. 

## Publicaties
- 2007 - All God's Children: Inside the Dark and Violent World of Street Families,
- 2009 - Kill the Body, the Head Will Fall: A Closer Look at Women, Violence, and Aggression,
- 2009 - The New Victorians: A Young Woman's Challenge to the Old Feminist Order,
- 2014 - The Enchanted (De Betoverden).